# Кюнстхал

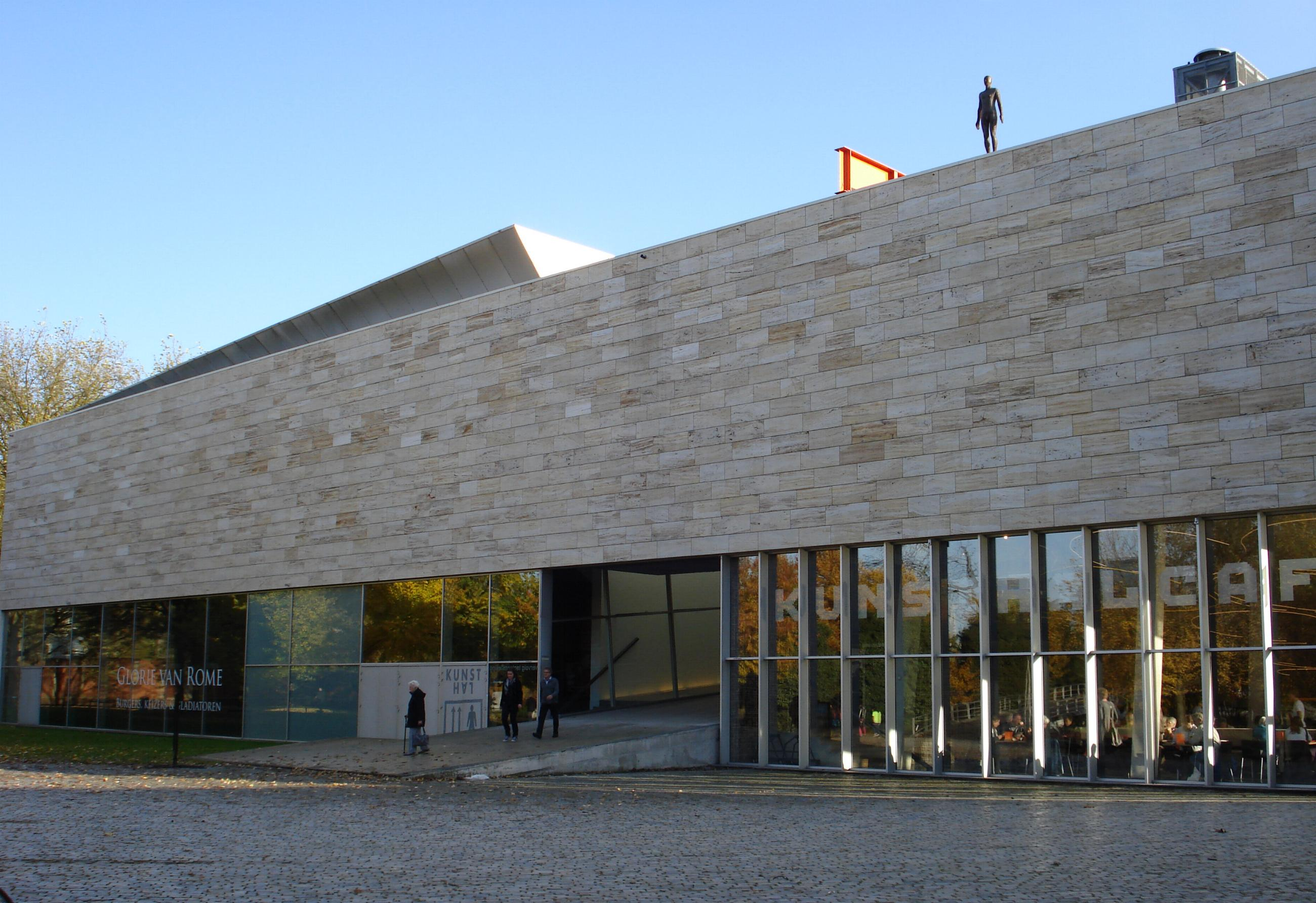
Кюнстхал

Кюнстхал — музей в Роттердаме, открывшийся в 1992 году. Расположен в Музейном парке города, рядом с Музеем естественной истории и поблизости от Музея Бойманса-ван Бёнингена. Вход в Кюнстхал со стороны Westzeedijk. Здание построено по проекту голландского архитектора Рема Колхаса.
В музее нет своей постоянной экспозиции, но в нём постоянно проходят разнообразные выставки. Большая площадь (3300 кв.м.) позволяет выставлять несколько экспозиций параллельно. В музее выставляют работы мастеров XX века и представителей современных течений в искусстве. Так, в Кюнстхале проводились выставки Энди Уорхолла, Чака Клоуза и Арне Куинза.

## Кража
16 октября 2012 года из музея были похищены семь картин ориентировочной общей стоимостью 100—200 миллионов долларов. Среди похищенных полотен работы Клода Моне («Мост Ватерлоо, Лондон», 1901 и «Мост Чаринг-Кросс, Лондон», 1901), Пабло Пикассо («Голова Арлекина», 1971), Поля Гогена («Девушка перед открытым окном», 1898), Анри Матисса («Читающая девочка в белом и жёлтом», 1919), Мейера де Хаана («Автопортрет», 1890) и Люсьена Фрейда («Женщина с закрытыми глазами», 2002). Всего в день кражи в залах музея находились работы более чем 150 авторов авангарда, такая масштабная и представительная выставка была приурочена к 20-летию музея.
Кража была совершена около 3 часов ночи. Воры успели скрыться до прибытия полиции, несмотря на сработавшую сигнализацию. Полиция признала исключительное мастерство воров, а украденные полотна были тут же внесены в базу, так что сбыть их оказалось практически невозможно.
Довольно скоро полиция вышла на след похитителей, к началу 2013 года подозреваемые были арестованы. В июле 2013 года мать подозреваемого Раду Догару, Ольга Догару, созналась, что сожгла картины в печи в своём доме, чтобы уничтожить улики. До этого она хранила их некоторое время в чемодане, закопанными на кладбище в деревне Караклиу в Румынии. При обыске её дома в печи были обнаружены пигмент и гвозди, соответствующие времени написания картин.

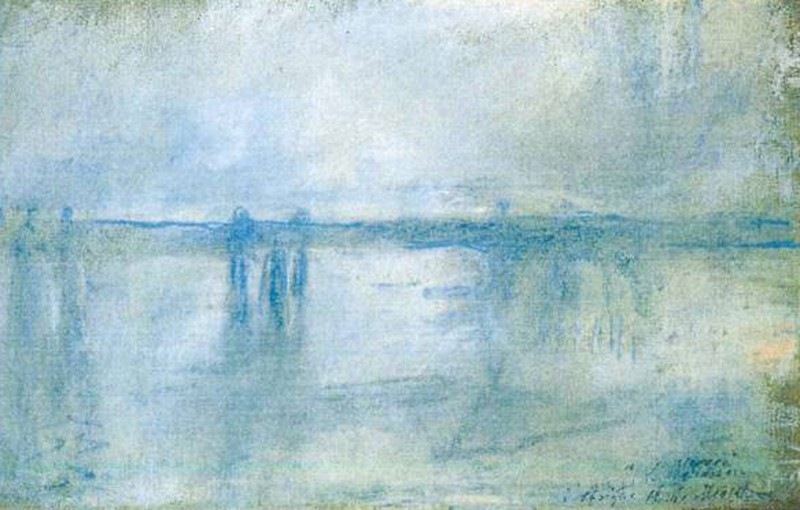
«Мост Чаринг-Кросс, Лондон», 1901, Клод Моне.
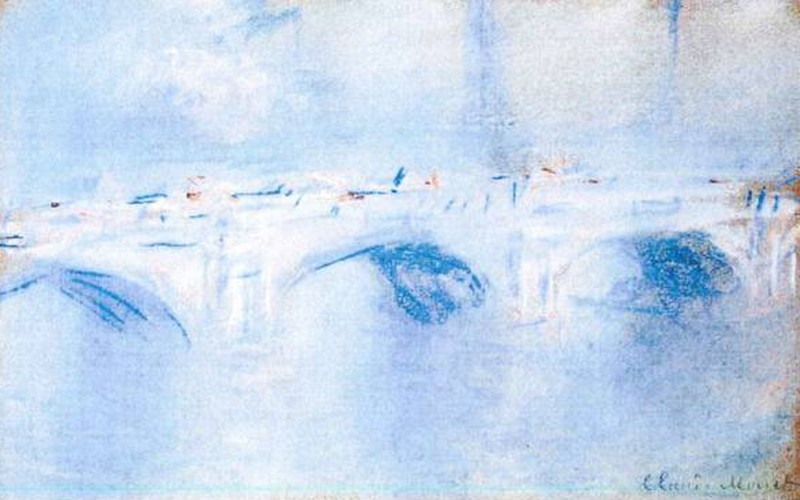
«Мост Ватерлоо, Лондон», 1901, Клод Моне.
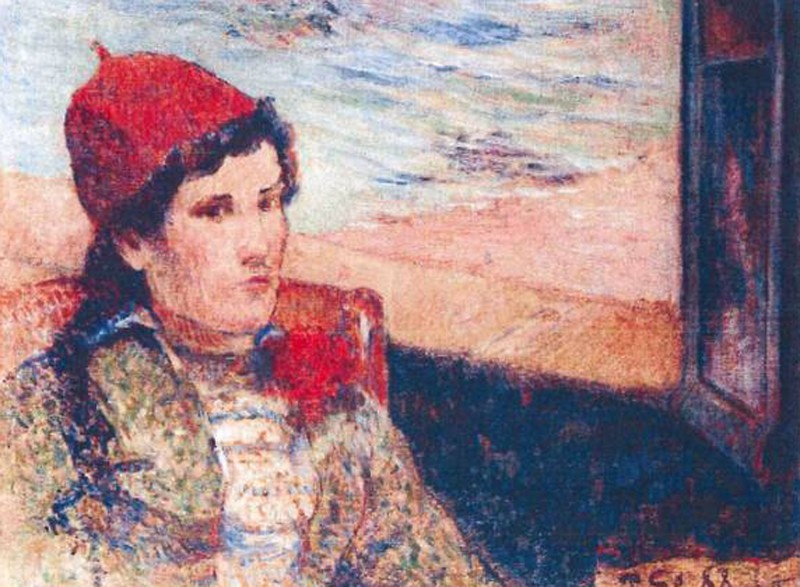
«Девушка перед открытым окном», 1898, Поль Гоген
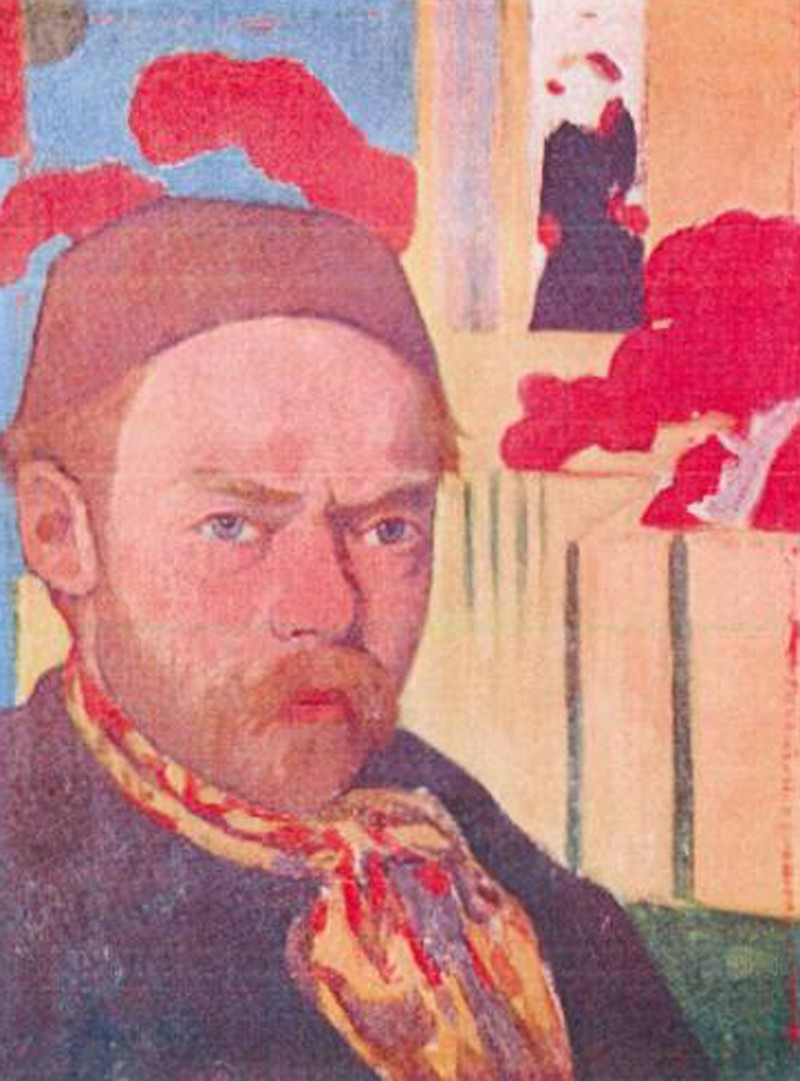
«Автопортрет», 1890, Мейер де Хаан.